# Линёво (Волгоградская область)
Линёво (в прошлом Гуссенбах, нем. Hussenbach, Ойстенбах, нем. Eustenbach, Устенбах, Линёво-озеро, Линево Озеро, Линев) — рабочий посёлок в Жирновском районе Волгоградской области. Основан в 1767 году как коронная колония Гуссенбах.
Население — 5421 (2021)

## Название
Первоначальное название присвоено по фамилии первого старосты (форштегера) Я. Гуссенбаха. По указу от 26 февраля 1768 года о наименованиях немецких колоний получила официальное название Линёво Озеро

## История
Колония основана 16 мая 1767 года. Основатели — 118 семей, выходцы из Бранденбурга, Саксонии, Дармштадта и Пфальца. До 1917 года лютеранское село сначала Норкского колонистского округа, а после 1871 года Линево-Озерской волости Камышинского уезда Саратовской губернии; волостное село Линёво-Озерской волости.

Карта Гуссенбаха

Село относилось к лютеранскому приходу Франк. Первая, деревянная церковь была построена в 1785 году; затем церковь в селе отстраивалась заново в 1821 и 1885 годах — обе деревянные, и в 1904 году — каменная. Часть жителей составляли баптисты. С 1773 года действовала церковно-приходская школа.
К концу XIX века в селе действовали водяная мельница, маслобойни, работали сарпинковые и кожевенные заведения, осуществлялось корзиноплетение; имелись врачебный пункт, ветеринарный пункт, министерское училище, ссудо-сберегательная касса. 27 июня 1896 года случился опустошительный пожар, который уничтожил около 300 домов, сгорела церковь, волостное правление, общественный запасный магазин и много гумен.
В советский период — немецкое село сначала Медведицкого района Голо-Карамышского уезда Трудовой коммуны (Области) немцев Поволжья; с 1922 — Медведицко-Крестово-Буеракского (в 1927 году переименован во Франкский) кантона Республики немцев Поволжья; административный центр Гуссенбахского сельского совета. В голод 1921 года родилось 302 человек, умерло — 527. В 1926 году имелись кооперативная лавка, сельскохозяйственное кредитное товарищество, две начальные школы, изба-читальня, передвижная библиотека. В 1932 году открылся роддом. В годы коллективизации организованы колхозы имени Сталина, имени Ворошилова и имени Карла Либкнехта. В 1931 году в селе была организована Гуссенбахская МТС. В 1933 году здесь был построен первый в АССР немцев Поволжья овощеконсервный завод
C 1935 года село Гуссенбах являлось центром Франкского кантона АССР немцев Поволжья

В сентябре 1941 года немецкое население было депортировано на восток. После ликвидации АССР немцев Поволжья село вошло в состав Медведицкого района Сталинградской области. Решением облисполкома от 31 марта 1944 года № 10 § 30 «О переименовании населённых пунктов Сталинградской области, носящих немецкие названия» село Гуссенбах было переименовано в село Медведицкое. В 1954 году село Медведицкое стало центром Линёвского сельсовета с включением сёл Медведицкое, Линёво и Перевозники.
В 1957 году село Медведицкое Линёвского сельсовета и село Линёво были объединены в рабочий поселок Линёво. В 1959 году центр Медведицкого района из рабочего поселка Линёво перенесен в город Жирновск, Медведицкий район был переименован в Жирновский.

## Физико-географическая характеристика
Село находится в лесостепи, в пределах Приволжской возвышенности, являющейся частью Восточно-Европейской равнины, в долине реки Медведица. В окрестностях села распространены пойменные кислые почвы (в пойме Медведицы) и чернозёмы южные. Высота центра населённого пункта — 126 метров над уровнем моря.
По автомобильным дорогам расстояние до областного центра города Волгограда составляет 290 км, до районного центра города Жирновск — 13 км, до ближайшего крупного города Саратова — 210 км. Ближайшая железнодорожная станция Медведица железнодорожной ветки Балашов-Петров Вал Волгоградского региона Приволжской железной дороги расположена в 15 км к югу от Линёва в посёлке Медведицкий.
Климат
Климат умеренный континентальный (согласно классификации климатов Кёппена — Dfb). Многолетняя норма осадков — 427 мм. Наибольшее количество осадков выпадает в июле — 50 мм, наименьшее в марте — 22 мм. Среднегодовая температура положительная и составляет + 6,2 С, средняя температура самого холодного месяца января −10,2 С, самого жаркого месяца июля +21,7 С.
Часовой пояс
Линёво, как и вся Волгоградская область, находится в часовой зоне МСК (московское время). Смещение применяемого времени относительно UTC составляет +3:00. Истинный полдень — 11:44:19 по местному времени

## Население
Динамика численности населения по годам:
| 1767 | 1773 | 1788 | 1798 | 1816 | 1834 | 1850 | 1859 | 1885 | 1897 | 1905 | 1911 | 1920 | 1922 | 1923 | 1926 | 1931 | 1939 |
| ---- | ---- | ---- | ---- | ---- | ---- | ---- | ---- | ---- | ---- | ---- | ---- | ---- | ---- | ---- | ---- | ---- | ---- |
| 438  | 525  | 701  | 907  | 1397 | 2305 | 3062 | 3678 | 4380 | 4661 | 7350 | 8198 | 6783 | 6554 | 6400 | 6774 | 7287 | 7137 |

| 2002  | 2009  | 2010  | 2012  | 2013  | 2014  | 2015  |
| ----- | ----- | ----- | ----- | ----- | ----- | ----- |
| 6697  | ↘6589 | ↘6037 | ↘6022 | ↘5929 | ↘5876 | ↘5807 |
| 2016  | 2017  | 2018  | 2019  | 2020  | 2021  |       |
| ↘5733 | ↘5663 | ↘5548 | ↘5458 | ↘5394 | ↗5421 |       |

## Современное состояние немецкого наследия села
В поселке сохранились деревянные дома немецкой постройки 19 века. Есть отдельные каменные строения конца 19 го — начала 20 веков. А вот Кирха, стоявшая в центре поселка, не сохранилась, в ней в советское послевоенное время был размещен клуб, богатая библиотека, но все это сгорело при пожаре в конце пятидесятых годов. Рядом с бывшей кирхой, были построены танцплощадка и с другой стороны временное здание кинотеатра.

### Кладбища Гуссенбаха
Старые немецкие кладбища не существуют. На месте одного из них, наиболее старого, в настоящее время находится школьный стадион школы, построенной в 1973 году. Это кладбище примыкало непосредственно к кирхе. На этом же кладбище хоронили умерших в госпитале во время войны. Госпиталь располагался в здании «красной» школы. Впоследствии (в 1970-х годах) часть останков воинов из братской могилы были перенесены в другое место, метров на 300, на площадь посёлка. Там и стоит памятник в настоящее время. Второе кладбище располагалось рядом с бывшей МТС. Сейчас на этом месте располагается жилой посёлок. Вероятно, именно на этом кладбище и был похоронен Яков Пропп.
```
Современное кладбище вынесено за пределы поселка и существует примерно с 1945-48 года. Кладбище смешанное, то есть имеются русские и немецкие захоронения (1970—2000-х годов).
```

## Промышленность, достопримечательности
Планируется создание памятника природы «Синяя гора» (0,04 га). В 13 км северо-восточнее эксплуатируется месторождение каменных строительных материалов, в 12 км к востоку — проявления алюминиевых руд. (Данные на 2003 г.)

Лютеранская кирха в с. Гуссенбах
Фото 1937г
Фото начала ХХ в

Музей «Боевой славы»

В Линево ещё с 1986 года действует музей «Боевой славы», одним из инициаторов создания которого выступил бывший фронтовик, учитель трудового обучения Борис Семёнович Покровский. В помещении музея, состоящего из 2-х комнат можно увидеть много различных артефактов как ещё дореволюционных времён, так и советских и современных. Кроме того, здесь можно увидеть даже ископаемые останки древнейших видов представителей флоры и фауны, обнаруженных на территории района.